# 64 Serpentis
64 Serpentis, som är stjärnans Flamsteed-beteckning, är en ensam stjärna i den södra delen av stjärnbilden Ormen. Den har en skenbar magnitud på ca 5,56 och är svagt synlig för blotta ögat där ljusföroreningar ej förekommer. Baserat på parallaxmätning inom Hipparcosuppdraget på ca 2,9 mas, beräknas den befinna sig på ett avstånd på ca 1 100 ljusår (ca 350 parsek) från solen. Den rör sig närmare solen med en heliocentrisk radialhastighet av ca -10 km/s

## Egenskaper
64 Serpentis är en blå till vit ljusstark jättestjärna av spektralklass B8/9 II och är även en klassisk Be-stjärna - en snabbt roterande stjärna av spektraltyp B i huvudserien, som har bildat en omgivande gasskiva genom en massutkastningsprocess. Den har haft skiftande äldre klassificeringar av Slettebak (1982) som listade spektralklass B8 IV  och Cowley (1972) med B9 III (p)? (Hg), medan Frémat et al. (2006) gav den klassificeringen B8 III. Trots dessa anslag anses den fortfarande befinna sig i huvudserien. Den kan vara en kemiskt speciellt stjärna, som visar överskott av kvicksilver (Hg) i dess yttre atmosfär.
64 Serpentis har en massa som är ca 4,4 solmassor, en radie som är ca 9 solradier och utsänder ca 724 gånger mera energi än solen från dess fotosfär vid en effektiv temperatur på ca 12 000 K.
Stjärnan visar lågamplitudvariationer med huvudfrekvensen 1,56 per dygn, medan den har mindre variationer med andra frekvenser. Dessa variationer kan bero på rotationsmodulering av stjärnfläckar eller moln i fotosfären, eller möjligen från icke-radiella pulseringar. Den visar inga tecken på att ha något signifikant magnetfält. Stjärnans snabba rotationen ger den en något tillplattad form med en framträdande ekvatorial utvidgning.